# Richard Ringmar (präst)
Richard Leonard Ringmar, född den 28 september 1881 i Sköldinge församling, död den 3 september 1935 i Torshälla, var en svensk präst. Han var far till bland andra skolledaren och biståndstjänstemannen Torgil Ringmar, arkitekten Lennart Ringmar samt till bankmannen och sångaren Richard Ringmar.
Han föddes i Sköldinge som son till hemmansägaren Richard Andersson och Anna Amanda Andersson. Efter studier i Nyköping blev Ringmar student vid Uppsala universitet 1902. Han avlade teologisk-filosofisk examen 1903, teologie kandidatexamen 1906 och praktiskt teologiskt prov samma år. Efter sin prästvigning blev han brukspredikant vid Breven 1906 och komminister i Torshälla 1910, kyrkoherde där 1918 och kontraktsprost i Västerrekarne kontrakt 1926. Ringmar innehade statens resestipendium 1913.

## Priser och utmärkelser
- 1932 - ledamot av Vasaorden